# Randy Ragan
Randy Lee Ragan (High Prairie, Alberta, Canadá, 7 de junio de 1959) es un exfutbolista y entrenador canadiense. Jugó como centrocampista y de defensor. 
Actualmente es miembro de Canada Soccer Hall of Fame desde el 2002.

## Selección nacional
Ha sido internacional con la Selección de fútbol de Canadá, disputó 40 partidos internacionales y participó en la Copa Mundial de Fútbol de 1986, siendo la primera participación y única de su país, jugó los tres encuentros del equipo en la fase de grupos, pero no lograron clasificarse a la siguiente ronda. También disputó por el seleccionado canadiense en el torneo de los Juegos Olímpicos de Los Ángeles de 1984.

### Participaciones en Juegos Olímpicos
| Torneo                   | Sede        | Resultado        |
| ------------------------ | ----------- | ---------------- |
| Juegos Olímpicos de 1984 | Los Ángeles | Cuartos de final |

### Participaciones en Copas del Mundo
| Mundial                        | Sede   | Resultado    |
| ------------------------------ | ------ | ------------ |
| Copa Mundial de Fútbol de 1986 | México | Primera fase |

## Clubes

### Como jugador
| Club                      | País   | Año         |
| ------------------------- | ------ | ----------- |
| Toronto Blizzard          | Canadá | 1980 − 1984 |
| Toronto Blizzard (indoor) | Canadá | 1980 − 1981 |
| Toronto Blizzard          | Canadá | 1987        |
| North York Rockets        | Canadá | 1991        |

### Como entrenador
| Club                                         | País   | Año    |
| -------------------------------------------- | ------ | ------ |
| Universidad de Guelph (entrenador asistente) | Canadá | 2007   |
| Universidad de Victoria                      | Canadá | 2008 − |